# Lasse Wellander
Lasse Wellander, ursprungligen Lars Ove Wellander, född 18 juni 1952 i Vikers församling i Nora kommun i Örebro län, död 7 april 2023 i Övergrans distrikt i Uppsala län, var en svensk musiker och musikproducent. Han hade bland annat ett mångårigt samarbete med Abba.

## Biografi
Wellander var son till Åke Wellander och Anne-Marie, född Eriksson. Han började sin professionella karriär som 16-åring i Peps & Blues Quality och har sedan dess arbetat med en lång rad artister, såväl i studio som i olika live- och TV-sammanhang.  Han var i mars 2020 av SAMI (Svenska Artisters och Musikers Intresseorganisation) registrerad för medverkan på 6 331 verk (titlar), fördelade över 1 698 olika album.

## Musikkarriär
Wellander spelade i Peps & Blues Quality från sommaren 1968. På våren 1970 avslutade Peps samarbetet  av hälsoskäl och Blues Quality upplöstes en tid därefter. Bandet ombildades till Nature med Mats Ronander som sångare/munspelare. Efter att Nature upplösts 1977, bildade Mats Ronander och Wellander bandet Wellander & Ronander.
Nature turnerade med Pugh Rogefeldt  under 1972. De ackompanjerade också Ted Gärdestad
under hans folkparksturnéer 1973, 1974 och 1976. De spelade även med Göran Fristorp sommaren 1975 och med Ulf Lundell 1976-1977.
Wellander medverkade på flertalet av Abbas inspelningar samt deras turnéer 1975, 1977, 1979 och 1980.
Samarbetet med Andersson och Ulvaeus fortsatte även efter Abba med bland annat Chess-projektet och soundtracken till de båda Mamma Mia-filmerna. Han medverkar också på Abbas album Voyage, utgivet 2021.
På 1980-talet spelade Wellander i Zkiffz 1980, Little Mike and the Sweet Soul Music Band 1983–1986, Stockholm All Stars 1985–1988 och Low Budget Blues Band 1983–1994. Han hoppade in som gitarrist i Vikingarna under våren och sommaren 2004.
Wellander medverkande som gitarrist i Melodifestivalen under många år under 1980- och 1990-talen, som på den tiden framfördes med levande orkester.
Wellander gav under 1970-, 1980- och 1990-talen ut flera soloalbum, huvudsakligen instrumentala. Hans version av Romans ur Pastoralsvit, opus 19 av Lars-Erik Larsson låg fyra veckor på Svensktoppen 1985-1986 och Anthem ur musikalen Chess låg femton veckor 1992-1993, som högst på tredje plats.
Efter många års uppehåll vad gäller egna utgåvor började han 2017 återigen ge ut nya inspelningar, i första hand för publicering på Spotify, Apple Music och övriga streamingplattformar.
Tillsammans med författaren Lars Fallgren från Nora gav han 2021 ut sin första barnvisa på cd, där Wellanders sambo Lena Larsson sjöng och Kristian Lakeson i Siggeboda spelade piano.

## Priser och utmärkelser
- 2005 - Albin Hagströms Minnespris[14]
- 2018 - Svenska Musikerförbundets hederspris Studioräven[22][23]

## Artistsamarbeten (urval)
Wellander har under åren samarbetat med ett stort antal artister på olika sätt: skivinspelningar, turnéer, konserter, TV, teaterföreställningar, nattklubbsshower med mera. Förutom redan nämnda även med bland andra:
| - After Dark - Agnetha Fältskog - Alla Pugatjova - Ann-Louise Hanson - Arja Saijonmaa - Blond - Bobbysocks - Carola Häggkvist - Cornelis Vreeswijk - Dave Greenslade | - Edin-Ådahl - Finn Kalvik - Gemini - Glenmarks - Harpo - Herreys - Jan Malmsjö - Jerry Williams - John Holm - Josefin Nilsson - Kikki Danielsson - Lasse Berghagen - Lasse Holm | - Lasse Lönndahl - Lena Philipsson - Lill-Babs - Loa Falkman - Lotta Engberg - Magnus Lindberg - Magnus Uggla - Mikael Rickfors - Ola Magnell - Peter Jöback - Peter Lundblad - Povel Ramel | - Putte Wickman - Robert Wells - Siw Malmkvist - Svante Thuresson - Svenne & Lotta - Tomas Ledin - Tommy Körberg - Totta Näslund - Totte Wallin - Umberto Marcato - Wenche Myhre - Visitors |

## Diskografi

### Album
- 1976 – Electrocuted
- 1978 – Wellander & Ronander
- 1985 – Full hand
- 1987 – Tweed
- 1990 – Poker-face
- 1992 – Från Rickfors till Peterson-Berger
- 2018 – 2017/2018

### Singlar
- 1992 – Vingar/Anthem
- 2017 – Samba Loelek
- 2017 – Out of the shadows
- 2017 – Fri som en fågel (m. Lena Larsson)
- 2017 – The Parting Glass
- 2018 – Old School Boogie
- 2018 – Ut mot öppet hav
- 2018 – In My Heart And Soul - instrumental version
- 2018 – In My Heart And Soul (m. Stefan Nykvist)
- 2018 – Postludium (m. Sophisticated Ladies)
- 2019 – Anitra's Dance (Anitras dans)
- 2020 – Mellan hägg och syren
- 2020 – Is There A Chance (m. Lena Larsson)
- 2021 – Guitarism (inkl. Radio Edit-version)
- 2021 – Nostalgia
- 2021 – O helga natt
- 2022 – Overdrive
- 2022 – Merry-Go-Round
- 2022 – Oh Come, All Ye Faithful

## Filmografi
- 1977 – Abba – the Movie - musiker
- 1977 – Jack - kompositör och musiker
- 2008 – Mamma Mia! - musiker till filmmusiken
- 2018 – Mamma Mia! Here We Go Again - musiker till filmmusiken